# Cosmocampus banneri
Cosmocampus banneri es una especie de pez de la familia Syngnathidae en el orden de los Syngnathiformes.

## Morfología
Los machos pueden alcanzar 5,8 cm de longitud total.

## Reproducción
Es ovovivíparo y el macho transporta los huevos en una bolsa ventral, la cual se encuentra debajo de la cola.

## Hábitat
Es un pez  de mar y de clima tropical y asociado a los arrecifes de coral que vive entre 2-30 m de profundidad.

## Distribución geográfica
Se encuentra desde el Golfo de Aqaba y el África Oriental hasta Fiyi, las Islas Ryukyu, las Islas Marshall y Tonga